# Ayumi Itō
Ayumi Itō (伊藤 歩, Itō Ayumi), née à Tokyo (arrondissement de Nerima) le 14 avril 1980, est une actrice et seiyū japonaise.

## Filmographie sélective

### Au cinéma
- 1993 : Mizu no tabibito: Samurai kizzu (水の旅人 侍KIDS?) de Nobuhiko Ōbayashi : Chizuko Kusubayashi
- 1994 : Onna-zakari (女ざかり?) de Nobuhiko Ōbayashi
- 1996 : Swallowtail and Butterfly (スワロウテイル, Suwarōteiru?) de Shunji Iwai : Ageha
- 1998 : Dr. Akagi (カンゾー先生, Kanzō-sensei?) de Shōhei Imamura
- 2001 : All About Lily Chou-Chou (リリイ・シュシュのすべて, Rirī Shushu no subete?) de Shunji Iwai : Yōko Kuno
- 2004 : Hana and Alice (花とアリス, Hana to Arisu?) de Shunji Iwai : caméo
- 2004 : A Day on the Planet (きょうのできごと, Kyō no dekigoto?) d'Isao Yukisada : Kate
- 2008 : Tokyo! de Michel Gondry, Leos Carax et Bong Joon-ho : Akemi
- 2011 : Gantz de Shinsuke Satō : Eriko Ayukawa
- 2011 : Gantz: Perfect Answer de Shinsuke Satō : Eriko Ayukawa
- 2012 : Shokuzai (贖罪?) de Kiyoshi Kurosawa : Mayu Murakami
- 2017 : Hirugao (昼顔?) de Hiroshi Nishitani : Noriko Kitani

### À la télévision
- 2011 : Another Gantz de Shinsuke Satō : Eriko Ayukawa
- 2022 : Tokyo Vice : Misaki

## Seiyū

### Films d'animation
- 2005 : Final Fantasy VII: Advent Children (ファイナルファンタジーVII アドベントチルドレン, Fainaru fantajī sebun: Adobento chirudoren?) de Tetsuya Nomura : Tifa Lockheart

### Jeux vidéo
- 1997 : Final Fantasy VII : Tifa Lockhart
- 2016 : World of Final Fantasy : Tifa Lockhart
- 2020 : Final Fantasy VII Remake : Tifa Lockhart